# Новосемёновка (Костанайская область)
Новосемёновка (каз. Новосеменов) — упразднённое село в Сарыкольском районе Костанайской области Казахстана. Ликвидировано в 2000-е годы. Входило в состав Тимирязевского сельского округа.

## Население
В 1999 году население села составляло 21 человек (14 мужчин и 7 женщин).